# Suvi Do (okręg niszawski)
Suvi Do (cyr. Суви До) – wieś w Serbii, w okręgu niszawskim, w mieście Nisz. W 2011 roku liczyła 1010 mieszkańców.